# Michael Angelo Saltarelli
Michael Angelo Saltarelli (* 17. Januar 1933 in Jersey City, New Jersey, Vereinigte Staaten; † 8. Oktober 2009) war römisch-katholischer Bischof von Wilmington.

## Leben
Michael Angelo Saltarelli, eines von sieben Kindern einer italienischen Einwandererfamilie, absolvierte 1956 einen Bachelor of Arts an der römisch-katholischen Seton Hall University. Er studierte anschließend Katholische Theologie am Immaculate Conception Seminary in Darlington und empfing am 28. Mai 1960 in der Basilika von Newark die Priesterweihe für das Erzbistum Newark durch Erzbischof Thomas Aloysius Boland. Er war von 1960 bis 1977 in der Seelsorge in Nutley tätig und studierte am Manhattan College Religionswissenschaften. Von 1977 bis 1982 war er Pfarrer in Bayonne. Erzbischof Peter Leo Gerety ernannte ihn 1982 zum Direktor für die pastoralen Dienste im Erzbistum Newark. 1984 ernannte ihn Johannes Paul II. zum Ehrenprälaten mit dem Titel Monsignore. 1985 wurde er Pfarrer in Cedar Grove. 1987 wurde er durch Erzbischof Theodore E. McCarrick zum Bischofsvikar für die Priester des Erzbistums Newark ernannt, später war er Vorsitzender der Priesterschaft im Erzbistum sowie Präsident des Diözesanverwaltungsrats und der Diözesanschulaufsicht sowie Dekan von North Essex und Bayonne.
Papst Johannes Paul II. ernannte ihn 1990 zum Titularbischof von Mesarfelta und zum Weihbischof im Erzbistum Newark. Theodore McCarrick, Erzbischof von Newark und späterer Kardinal, spendete ihm am 30. Juli 1990 die Bischofsweihe; Mitkonsekratoren waren der Alterzbischof Peter Leo Gerety und Weihbischof John Mortimer Fourette Smith aus Newark. Er war zudem Rektor der Kathedrale in Newark und in anderen Diözesanämtern tätig. Für die Kolumbusritter in New Jersey engagierte er sich als Kaplan.
Am 21. November 1995 wurde er von Papst Johannes Paul II. zum achten Bischof von Wilmington ernannt. Die Amtseinführung folgte am 23. Januar des Folgejahres. Am 1. Dezember 2008 wurde seinem altersbedingten Rücktrittsgesuch durch Papst Benedikt XVI. stattgegeben.